# Upplands runinskrifter 638
Upplands runinskrifter 638 är en försvunnen vikingatida runsten som funnits i Mansängen, Kalmar socken och Håbo kommun. Den avbildades av Johannes Haquini Rhezelius och Martin Aschaneus på 1600-talet, och var skadad vilket gjorde läsningen svår. Richard Dybeck försökte förgäves hitta stenen, eller vittnesmål om var den tagit vägen från äldre lokalbefolkning, på 1800-talet.
George Stephens tolkade ristningen som att Björn och Fulker signerat den. Erik Brate föreslog, med tvekan, att ristningen skulle tolkas som att Fot har ristat och signerat stenen.

## Inskriften
Translitterering av runraden:
... ... kara · manseki · bro breþa · uikusa · akarþir · karþi · bink · biorar · broin... ...ful-... ...uki
Normalisering till runsvenska:
... [let] gæra Mannsængi bro bræiða ... ... ... ... ... ... ... ...
Översättning till nusvenska:
... lät göra Mansänge bro bred
Mansängen omfattade vid tiden för ristningen ett större område söder om landsvägen ned mot Kalmarsand. Richard Dybeck beskrev lämningar från en stor broanläggning i Mansängen, vid vilken runstenen U 640 var placerad.